# John Pennel
John Thomas Pennel (Memphis, 25 luglio 1940 – Santa Monica, 26 settembre 1993) è stato un astista statunitense, più volte detentore del record mondiale della specialità.

## Biografia
John Pennel fu uno dei migliori astisti al mondo degli anni sessanta. Fu un pioniere nell'uso dell'asta in fibra di vetro, con la quale stabilì il record del mondo nell'agosto del 1963, con la misura di 5,13 m, per migliorarlo pochi giorni dopo portandolo a 5,20 m. Per questa impresa fu insignito dall'AAU del prestigioso Premio James E. Sullivan. Era annunciato tra i favoriti alle Olimpiadi del 1964, ma le conseguenze di un'ernia del disco di cui aveva iniziato a soffrire qualche settimana prima dei Giochi gli impedirono di andare oltre l'undicesimo posto.
Nel 1965 vinse il titolo nazionale AAU e fu primo alle Universiadi. L'anno seguente si riprese il record del mondo, che nel frattempo era stato superato dai connazionali Fred Hansen e Bob Seagren, portandolo a 5,34 m. Alle Olimpiadi del 1968 mancò nuovamente la conquista di una medaglia olimpica, classificandosi quinto: in una finale di altissimo livello, a finire sul podio furono Seagren e i tedeschi Claus Schiprowski e Wolfgang Nordwig, tutti e tre con la misura di 5,40, un centimetro sotto il fresco record del mondo di Seagren. In realtà anche Pennel era riuscito superare la stessa quota, ma il salto, che gli avrebbe fruttato il bronzo, fu dichiarato nullo perché la sua asta era passata sotto l'asticella, cosa proibita dal regolamento dell'epoca.
Nel 1969 Pennel migliorò ancora una volta il record del mondo portandolo a 5,44 m. L'anno seguente si ritirò dall'attività agonistica.
Morì per un tumore nel 1993. Nel 2004 il suo nome è stato inserito nella National Track & Field Hall of Fame.

## Palmarès
| Anno | Manifestazione | Sede     | Evento           | Risultato | Prestazione | Note |
| ---- | -------------- | -------- | ---------------- | --------- | ----------- | ---- |
| 1965 | Universiadi    | Budapest | Salto con l'asta | Oro       | 5,00 m      |      |